# Jean Begaux
Jean Begaux (31 de mayo de 1930) es un deportista belga que compitió en judo. Ganó una medalla de bronce en el Campeonato Europeo de Judo de 1957 en la categoría 2.º dan.

## Palmarés internacional
| Campeonato Europeo | Campeonato Europeo      | Campeonato Europeo | Campeonato Europeo |
| Año                | Lugar                   | Medalla            | Categoría          |
| ------------------ | ----------------------- | ------------------ | ------------------ |
| 1957               | Róterdam (Países Bajos) | Medalla de bronce  | 2.º dan            |